# Haulies
 Haulies  (en occitano Haulias) es una comuna francesa situada en el departamento de Gers, en la región de Occitania.

## Demografía
| 160 | 149 | 159 | 168 | 224 | lac. | 239 | 252 | 221 | 225 | 213 | 206 | 183 | 174 | 177 | 175 | 161 | 150 | 146 | 139 | 132 | 115 | 130 | 129 | 119 | 108 | 98 | 81 | 70 | 52 | 59 | 76 | 81 | 168 |
| Para los censos de 1962 a 1999 la población legal corresponde a la población sin duplicidades (Fuente: INSEE [Consultar]) |     |     |     |     |      |     |     |     |     |     |     |     |     |     |     |     |     |     |     |     |     |     |     |     |     |    |    |    |    |    |    |    |     |